# 찰스 D. 스톡스
찰스 데이비드 스톡스(Dr. Charles David Stokes, 1915~1998), 한국명 도익서(都益瑞)는 미국 사우스캐롤라이나주 태생의 미국 감리교회 한국 선교사이다.

## 생애
스톡스는 미남감리회 한국 선교사였던 매리언 스톡스(Marion B. Stokes)의 넷째 아들로 미국 사우스캐롤라이나 주에서 태어났다. 그는 애즈베리대학에서 프랑스어를 공부하여 1936년 7월에 문학사 학위를 취득했고, 이어 애즈베리신학교에 들어가 신약학을 전공하여 신학석사 학위를 취득하였으며 1938년 9월에는 예일대학교 대학원 박사 과정에 입학하여 공부하였다. 1939년 3월 그는 미국 감리교 세계선교부 왓슨(A.W. Wasson) 박사에게 아버지에 이어 한국에서 선교사로 일하고 싶은 심정을 피력하였다. 그는 1940년 1월 한국 선교사로 임명되었으며, 6월에는 알린 암스튜츠(Arlene Amstutz, 한국명 도애련)와 결혼하고, 그 해 7월 12일 선편으로 미국 샌프란시스코를 출발하여 한국에 도착하였다. 그는 서울에 머물면서 한글공부를 시작했으나 태평양전쟁이 발발하면서 선교사 철수 계획에 따라 서울 도착 몇 달만에 미국으로 돌아갔다. 미국에 도착한 직후 1940년 12월 목사 안수를 받고 한국 선교 등 동양지역의 선교를 계획하였으나 여의치 않아 노스캐롤라이나 농촌지역인 그린스버러지방의 베들레헴교회와 레오버스교회에 파송받아 목회하였다.
1946년 9월부터 목회를 중단하고 학업에 전념하여 1947년 4월 한국 감리교회사에 관한 논문 "History of Methodist Missions Korea"로 박사 학위(Ph.D.)를 받았다. 논문 지도교수는 저명한 교회사가 라투레트(K.S. Latourette) 박사였다. 이 논문은 선교사적인 관점에서 1885년부터 1930년까지의 한국 감리교회사를 서술한 것으로 한국 감리교회의 발전에 대한 미국 감리교회와 선교사들의 공헌과 선교정책의 특징이 강조되고 있다. 한국에 있는 미감리교 선교부의 활동을 다루기 때문에 이 논문은 자료에 있어서도 선교사들의 편지와 각종 원고, 선교부, 교회, 선교본부, 성서공회 그리고 기타 선교기관들의 간행물들을 주로 이용하고 있으며, 이 자료들을 참조하기 위해 스톡스는 예일대학의 데이 해외선교도서관(Day Historical Library of Foreign Missions), 뉴욕에 있는 선교사 연구 도서관(Missionary Reserch Library)과 감리교 도서관, 그 밖의 공립 또는 사립 도서관들에서 연구하였다.
논문을 마친 후 1947년 11월 내한하여 한글공부를 하는 한편 북한지역에서 월남한 사람들을 돌보면서 1950년 한국전쟁 직전까지 원주에서 선교사업을 펼쳤다. 한국전쟁 중에는 피난민 수송과 구호사업에 힘을 쏟았고 전쟁고아 구제를 위해 1952년 3월 충북 음성에 아동보호시설 음성향애원을 개원하였다. 1952년 6월 안식년으로 귀국하여 1년 동안 미국에 머물면서 한국의 참상을 미국 교회에 알리는 일을 하였다.
1954년 1월 대전에 도착해서는 농촌교역자 양성을 위한 신학교 설립을 추진하여 오늘의 목원대학교로 발전한 감리교 대전신학교를 설립하였다. 초기에 신학관 건물을 짓고 캠퍼스를 마련하는 데 사용한 경비를 위해 헌신적으로 모금활동을 하였고, 1954년 3월 22일 학교 운영비를 위해 5백 달러를 지불한 것을 비롯하여 초창기에 어느 누구도 장학금을 받지 않았다고 말할 수 없으리만큼 많은 학생들에게 장학금을 지불했다. 은퇴할 때 평소 모은 3천만 원을 목원대학교에 장학금으로 희사한 것만 보아도 그가 얼마나 목원대학교를 사랑하고 아끼었는가를 확인할 수 있다. 이후 목원대학교 교수와 이사장 등으로 활동하며 1983년 은퇴할 때까지 후진 양성에 힘쓰면서 감리교 교역자를 양성하는 공을 남겼다. 1974년 개교 20주년에 행한 다음과 같은 기념사에는 그가 어려운 여건 속에서도 학교를 설립하고, 학생들을 가르친 목적이 잘 드러나 있다.
저는 오늘 이 뜻깊은 개교 기념 식전에서 다음의 두 가지 점을 강조하고 저의 말을 마치려 합니다. 첫째로 우리 학교는 작은 학교라고 생각합니다. 그러나 이 작은 학교를 통하여 상상치도 못한 큰 능력이 이룩된다고 생각합니다. 여기에서 양육된 학생들이 세상에 나간다면 이 사회에 큰 영향을 줄 수 있다고 생각합니다. 둘째로 이 학교의 목적을 달성하려면 믿음과 봉사 이 두 가지가 있어야 한다고 생각합니다. 만일 우리에게 봉사의 목적과 믿음의 방법이 없다면 결코 이 학교는 발전되거나 성장할 수 없읍니다.

그는 목원대학교뿐만 아니라 감리교 학교를 위해서도 헌신하였다. 1961년 2월부터 1983년 7월까지 22년간 호수돈여자중ㆍ고등학교 이사로 활동하면서 학교 새 교사를 건축하는 데 있어 선교부의 지원을 이끌어냈다. 또 1966년 청양에 설립된 청신여자중학교가 건축 문제로 어려움에 처했을 때 미국 교회의 협조를 얻어 교사를 완성했고, 1971년에는 임야 19만 5천 평을 매입하여 교지를 확장하는 데 전심을 기울였다. 은퇴 후인 1983년 7월 귀국하여 애틀랜타에서 여생을 보내다가 1997년 82세로 소천하였다.
한편 1966년 3월 12일 아내를 심장암으로 서울 세브란스병원에서 잃고 1967년 9월 2일에 1954년 10월부터 한국에서 기독교교육사업에 헌신하던 매릴린 테리 스톡스(Marily Terry Stokes, 한국명 이명은) 선교사와 결혼하여 아들 데이비드(David)를 얻었다.
대한민국 정부는 그의 사후인 2000년 10월 24일에 국민훈장 모란장을 수여하였다.

## 학력
- 1929. 9 ~ 1933. 5 서울외국인 고등학교 졸업
- 1933. 9 ~ 1935. 7 미국 에즈베리 대학 어학과 졸업(학사)
- 1937. 8 ~ 1938. 6 미국 에즈베리 대학 신학대학 졸업(석사)
- 1938. 9 ~ 1940. 5 미국 예일대학 대학원 졸업(석사)
- 1946. 9 ~ 1947. 6 미국 예일대학 대학원 졸업(철학박사)

## 명예 박사 학위
- 1965년 6월 미국 에즈베리 신학원 명예 신학박사

## 경력
- 1940.9 ~ 1944.8 한국 주재 감리교 선교사(일제말엽 귀국)
- 1944.9 ~ 1947.9 미국 크라이맥스 감리교회 시무
- 1947.12 ~ 1983.9 한국주재 감리교 선교사
- 1952.3.1 전쟁고아를 위하여 충북 음성향애원 설립(이사장)
- 1952 ~ 30년간 기독교연합봉사회 이사 겸 이사장
- 1954.5 ~ 목원대학교 설립(감리교대전신학원)
- 1954.5 ~ 1983. 9 학교법인 감리교대전신학원 이사
- 1957.5 ~ 1983. 9 감리교대전신학교 교수
- 1960. ~ 목자관 운영이사회 회계
- 1961. ~ 1983 호수돈 여자 중ㆍ고등학교 이사
- 1966. ~ 청양 청신여자중학교 이사장
- 1970. ~ 대전 기독교 종합사회복지관 건축위원
- 1979.10 ~ 1983. 9 학교법인 감리교대전신학원 이사장
- 1983. 정년 은퇴후 귀국
- 1990. 기독교대한감리회 자치 60주년 기념공로 표창
- 1997.1.10 사망
- 2000.10.24 대한민국 정부에서 국민훈장 모란장 수여 (전수자: 선교사의 미망인 Marilyn Terry Stokes 여사).

## 참고 자료
- (한국어/영어) 목원대학교
- (한국어/영어) 음성향애원
- 기독교 대한감리회 인물사전